# Zulema de la Cruz
María Zulema de la Cruz Castillejo (Madrid, 9 de març de 1958) és una compositora i professora de música espanyola, reconeguda per les seves contribucions a la música electroacústica i per la seva tasca com a docent al Reial Conservatori Superior de Música de Madrid.
Zulema de la Cruz va iniciar els seus estudis musicals al Reial Conservatori Superior de Música de Madrid, on va obtenir títols superiors en Piano, Composició i Música Electroacústica.
Posteriorment, va ampliar la seva formació als Estats Units, estudiant Composició i Música per Ordinador a la Universitat Stanford (Califòrnia) amb el prestigiós compositor John Chowning. També va realitzar estudis de postgrau en Composició Assistida per Ordinador al Centre d'Estudis Matemàtics i Automàtics Musicals (CEMAMU) de París, sota la direcció de Iannis Xenakis.
De la Cruz ha desenvolupat una destacada carrera com a compositora, amb obres que abasten diversos gèneres, des de la música de cambra fins a la simfònica i l'electroacústica. Les seves composicions han estat interpretades en festivals internacionals i sales de concerts a Europa, Amèrica i Àsia.
Com a docent, és catedràtica de Composició Electroacústica al Reial Conservatori Superior de Música de Madrid des de 1988. La seva tasca pedagògica ha estat fonamental per a la formació de noves generacions de compositors espanyols en l'àmbit de la música electrònica i per ordinador.

## Obres destacades
Algunes de les seves obres més reconegudes inclouen:
- "Sueños" (1986), per a flauta i cinta magnètica
- "Ríos de la Noche" (1995), per a orquestra
- "Horizon-Vertical" (2002), per a conjunt instrumental i electrònica en viu